# 2010-es Formula–1 brazil nagydíj
A brazil nagydíj volt a 2010-es Formula–1 világbajnokság tizennyolcadik futama, amelyet 2010. november 5. és november 7. között rendeztek meg a brazil Autódromo José Carlos Pace-en, São Paulóban.

## Szabadedzések

### Első szabadedzés
A brazil nagydíj első szabadedzését november 5-én, pénteken délelőtt tartották.
| Helyezés | Versenyző          | Csapat/Motor         | Elért idő | Különbség | Futott kör |
| -------- | ------------------ | -------------------- | --------- | --------- | ---------- |
| 1        | Sebastian Vettel   | Red Bull-Renault     | 1:12,328  | −         | 23         |
| 2        | Mark Webber        | Red Bull-Renault     | 1:12,810  | + 0,482   | 28         |
| 3        | Lewis Hamilton     | McLaren-Mercedes     | 1:12,845  | + 0,517   | 24         |
| 4        | Jenson Button      | McLaren-Mercedes     | 1:13,267  | + 0,939   | 24         |
| 5        | Robert Kubica      | Renault              | 1:13,370  | + 1,042   | 24         |
| 6        | Nico Rosberg       | Mercedes             | 1:13,516  | + 1,188   | 26         |
| 7        | Rubens Barrichello | Williams-Cosworth    | 1:13,546  | + 1,218   | 26         |
| 8        | Michael Schumacher | Mercedes             | 1:13,643  | + 1,315   | 25         |
| 9        | Adrian Sutil       | Force India-Mercedes | 1:13,918  | + 1,590   | 26         |
| 10       | Nick Heidfeld      | Sauber-Ferrari       | 1:14,000  | + 1,672   | 23         |
| 11       | Kobajasi Kamui     | Sauber-Ferrari       | 1:14,004  | + 1,676   | 23         |
| 12       | Nico Hülkenberg    | Williams-Cosworth    | 1:14,155  | + 1,827   | 29         |
| 13       | Fernando Alonso    | Ferrari              | 1:14,246  | + 1,918   | 20         |
| 14       | Felipe Massa       | Ferrari              | 1:14,267  | + 1,939   | 26         |
| 15       | Vitalij Petrov     | Renault              | 1:14,370  | + 2,042   | 23         |
| 16       | Vitantonio Liuzzi  | Force India-Mercedes | 1:14,487  | + 2,159   | 26         |
| 17       | Jaime Alguersuari  | Toro Rosso-Ferrari   | 1:14,618  | + 2,290   | 30         |
| 18       | Sébastien Buemi    | Toro Rosso-Ferrari   | 1:14,734  | + 2,406   | 29         |
| 19       | Jarno Trulli       | Lotus-Cosworth       | 1:15,603  | +3,275    | 25         |
| 20       | Timo Glock         | Virgin-Cosworth      | 1:15,860  | + 3,532   | 20         |
| 21       | Heikki Kovalainen  | Lotus-Cosworth       | 1:16,057  | + 3,729   | 26         |
| 22       | Jérôme d’Ambrosio  | Virgin-Cosworth      | 1:16,707  | + 4,379   | 28         |
| 23       | Christian Klien    | HRT-Cosworth         | 1:16,839  | + 4,511   | 18         |
| 24       | Bruno Senna        | HRT-Cosworth         | 1:17,360  | + 5,032   | 30         |

### Második szabadedzés
A brazil nagydíj második szabadedzését november 5-én, pénteken délután tartották.
| Helyezés | Versenyző          | Csapat/Motor         | Elért idő | Különbség | Futott kör |
| -------- | ------------------ | -------------------- | --------- | --------- | ---------- |
| 1        | Sebastian Vettel   | Red Bull-Renault     | 1:11,968  | −         | 28         |
| 2        | Mark Webber        | Red Bull-Renault     | 1:12,072  | + 0,104   | 34         |
| 3        | Fernando Alonso    | Ferrari              | 1:12,328  | + 0,360   | 36         |
| 4        | Lewis Hamilton     | McLaren-Mercedes     | 1:12,656  | + 0,688   | 33         |
| 5        | Felipe Massa       | Ferrari              | 1:12,677  | + 0,709   | 19         |
| 6        | Robert Kubica      | Renault              | 1:12,882  | + 0,914   | 37         |
| 7        | Jenson Button      | McLaren-Mercedes     | 1:13,206  | + 1,238   | 33         |
| 8        | Nick Heidfeld      | Sauber-Ferrari       | 1:13,222  | + 1,254   | 40         |
| 9        | Nico Rosberg       | Mercedes             | 1:13,333  | + 1,365   | 34         |
| 10       | Michael Schumacher | Mercedes             | 1:13,346  | + 1,378   | 36         |
| 11       | Rubens Barrichello | Williams-Cosworth    | 1:13,520  | + 1,552   | 37         |
| 12       | Kobajasi Kamui     | Sauber-Ferrari       | 1:13,610  | + 1,642   | 41         |
| 13       | Nico Hülkenberg    | Williams-Cosworth    | 1:13,725  | + 1,757   | 39         |
| 14       | Adrian Sutil       | Force India-Mercedes | 1:13,741  | + 1,773   | 32         |
| 15       | Vitalij Petrov     | Renault              | 1:13,818  | + 1,850   | 26         |
| 16       | Vitantonio Liuzzi  | Force India-Mercedes | 1:14,045  | + 2,077   | 37         |
| 17       | Sébastien Buemi    | Toro Rosso-Ferrari   | 1:14,304  | + 2,336   | 33         |
| 18       | Jaime Alguersuari  | Toro Rosso-Ferrari   | 1:14,578  | + 2,610   | 37         |
| 19       | Jarno Trulli       | Lotus-Cosworth       | 1:14,984  | +3,016    | 47         |
| 20       | Heikki Kovalainen  | Lotus-Cosworth       | 1:15,101  | + 3,133   | 43         |
| 21       | Lucas di Grassi    | Virgin-Cosworth      | 1:15,433  | + 3,465   | 35         |
| 22       | Bruno Senna        | HRT-Cosworth         | 1:16,070  | + 4,102   | 42         |
| 23       | Christian Klien    | HRT-Cosworth         | 1:16,082  | + 4,114   | 38         |
| 24       | Timo Glock         | Virgin-Cosworth      | 1:16,150  | + 4,182   | 35         |

### Harmadik szabadedzés
A brazil nagydíj harmadik szabadedzését november 6-án, szombaton délelőtt tartották.
| Helyezés | Versenyző          | Csapat/Motor         | Elért idő | Különbség | Futott kör |
| -------- | ------------------ | -------------------- | --------- | --------- | ---------- |
| 1        | Robert Kubica      | Renault              | 1:19,191  | −         | 16         |
| 2        | Sebastian Vettel   | Red Bull-Renault     | 1:19,500  | + 0,309   | 17         |
| 3        | Lewis Hamilton     | McLaren-Mercedes     | 1:19,536  | + 0,345   | 19         |
| 4        | Felipe Massa       | Ferrari              | 1:19,735  | + 0,544   | 9          |
| 5        | Fernando Alonso    | Ferrari              | 1:19,791  | + 0,600   | 9          |
| 6        | Vitalij Petrov     | Renault              | 1:19,887  | + 0,696   | 22         |
| 7        | Sébastien Buemi    | Toro Rosso-Ferrari   | 1:20,009  | + 0,818   | 24         |
| 8        | Nico Rosberg       | Mercedes             | 1:20,056  | + 0,865   | 13         |
| 9        | Jenson Button      | McLaren-Mercedes     | 1:20,164  | + 0,973   | 24         |
| 10       | Rubens Barrichello | Williams-Cosworth    | 1:20,320  | + 1,129   | 13         |
| 11       | Mark Webber        | Red Bull-Renault     | 1:20,337  | + 1,146   | 6          |
| 12       | Michael Schumacher | Mercedes             | 1:20,421  | + 1,230   | 18         |
| 13       | Kobajasi Kamui     | Sauber-Ferrari       | 1:20,452  | + 1,261   | 22         |
| 14       | Nico Hülkenberg    | Williams-Cosworth    | 1:20,535  | + 1,344   | 12         |
| 15       | Jaime Alguersuari  | Toro Rosso-Ferrari   | 1:20,541  | + 1,350   | 27         |
| 16       | Vitantonio Liuzzi  | Force India-Mercedes | 1:20,546  | + 1,355   | 20         |
| 17       | Adrian Sutil       | Force India-Mercedes | 1:20,613  | + 1,422   | 20         |
| 18       | Nick Heidfeld      | Sauber-Ferrari       | 1:20,985  | + 1,794   | 25         |
| 19       | Jarno Trulli       | Lotus-Cosworth       | 1:22,326  | + 3,135   | 18         |
| 20       | Timo Glock         | Virgin-Cosworth      | 1:22,449  | + 3,258   | 27         |
| 21       | Heikki Kovalainen  | Lotus-Cosworth       | 1:22,874  | + 3,683   | 20         |
| 22       | Lucas di Grassi    | Virgin-Cosworth      | 1:23,194  | + 4,003   | 22         |
| 23       | Bruno Senna        | HRT-Cosworth         | 1:23,358  | + 4,167   | 20         |
| 24       | Christian Klien    | HRT-Cosworth         | 1:23,650  | + 4,459   | 19         |

## Időmérő edzés
A brazil nagydíj időmérő edzését november 6-án, szombaton futották.
| Helyezés | Versenyző          | Csapat/Motor         | 1. rész  | 2. rész  | 3. rész  |
| -------- | ------------------ | -------------------- | -------- | -------- | -------- |
| 1        | Nico Hülkenberg    | Williams-Cosworth    | 1:20.050 | 1:19.144 | 1:14.470 |
| 2        | Sebastian Vettel   | Red Bull-Renault     | 1:19.160 | 1:18.691 | 1:15.519 |
| 3        | Mark Webber        | Red Bull-Renault     | 1:19.025 | 1:18.516 | 1:15.637 |
| 4        | Lewis Hamilton     | McLaren-Mercedes     | 1:19.931 | 1:18.921 | 1:15.747 |
| 5        | Fernando Alonso    | Ferrari              | 1:18.987 | 1:19.010 | 1:15.989 |
| 6        | Rubens Barrichello | Williams-Cosworth    | 1:19.799 | 1:18.925 | 1:16.203 |
| 7        | Robert Kubica      | Renault              | 1:19.249 | 1:18.877 | 1:16.552 |
| 8        | Michael Schumacher | Mercedes             | 1:19.879 | 1:18.923 | 1:16.925 |
| 9        | Felipe Massa       | Ferrari              | 1:19.778 | 1:19.200 | 1:17.101 |
| 10       | Vitalij Petrov     | Renault              | 1:20.189 | 1:19.153 | 1:17.656 |
| 11       | Jenson Button      | McLaren-Mercedes     | 1:19.905 | 1:19.288 |          |
| 12       | Kobajasi Kamui     | Sauber-Ferrari       | 1:19.741 | 1:19.385 |          |
| 13       | Nico Rosberg       | Mercedes             | 1:20.153 | 1:19.486 |          |
| 14       | Jaime Alguersuari  | Toro Rosso-Ferrari   | 1:20.158 | 1:19.581 |          |
| 15[1]    | Sébastien Buemi    | Toro Rosso-Ferrari   | 1:20.096 | 1:19.847 |          |
| 16       | Nick Heidfeld      | Sauber-Ferrari       | 1:20.174 | 1:19.899 |          |
| 17       | Vitantonio Liuzzi  | Force India-Mercedes | 1:20.592 | 1:20.357 |          |
| 18[1]    | Adrian Sutil       | Force India-Mercedes | 1:20.830 |          |          |
| 19       | Timo Glock         | Virgin-Cosworth      | 1:22.130 |          |          |
| 20       | Jarno Trulli       | Lotus-Cosworth       | 1:22.250 |          |          |
| 21       | Heikki Kovalainen  | Lotus-Cosworth       | 1:22.378 |          |          |
| 22       | Lucas di Grassi    | Virgin-Cosworth      | 1:22.810 |          |          |
| 23       | Christian Klien    | HRT-Cosworth         | 1:23.083 |          |          |
| 24       | Bruno Senna        | HRT-Cosworth         | 1:23.796 |          |          |

Megjegyzés:
- ↑ 1:  — Sébastien Buemi és Adrian Sutil öt helyes rajtbüntetést kapott a koreai nagydíjon való baleset okozásáért.

## Futam
A brazil nagydíj futama november 7-én, vasárnap rajtolt.
| Helyezés | Rajtszám | Versenyző          | Csapat/Motor         | Futott kör | Idő/Kiesés oka | Rajthely | Pont |
| -------- | -------- | ------------------ | -------------------- | ---------- | -------------- | -------- | ---- |
| 1        | 5        | Sebastian Vettel   | Red Bull-Renault     | 71         | 1:33:11.803    | 2        | 25   |
| 2        | 6        | Mark Webber        | Red Bull-Renault     | 71         | +4.243         | 3        | 18   |
| 3        | 8        | Fernando Alonso    | Ferrari              | 71         | +6.807         | 5        | 15   |
| 4        | 2        | Lewis Hamilton     | McLaren-Mercedes     | 71         | +14.634        | 4        | 12   |
| 5        | 1        | Jenson Button      | McLaren-Mercedes     | 71         | +15.593        | 11       | 10   |
| 6        | 4        | Nico Rosberg       | Mercedes             | 71         | +35.320        | 13       | 8    |
| 7        | 3        | Michael Schumacher | Mercedes             | 71         | +43.456        | 8        | 6    |
| 8        | 10       | Nico Hülkenberg    | Williams-Cosworth    | 70         | +1 kör         | 1        | 4    |
| 9        | 11       | Robert Kubica      | Renault              | 70         | +1 kör         | 7        | 2    |
| 10       | 23       | Kobajasi Kamui     | Sauber-Ferrari       | 70         | +1 kör         | 12       | 1    |
| 11       | 17       | Jaime Alguersuari  | Toro Rosso-Ferrari   | 70         | +1 kör         | 14       |      |
| 12       | 14       | Adrian Sutil       | Force India-Mercedes | 70         | +1 kör         | 22       |      |
| 13       | 16       | Sébastien Buemi    | Toro Rosso-Ferrari   | 70         | +1 kör         | 19       |      |
| 14       | 9        | Rubens Barrichello | Williams-Cosworth    | 70         | +1 kör         | 6        |      |
| 15       | 7        | Felipe Massa       | Ferrari              | 70         | +1 kör         | 9        |      |
| 16       | 12       | Vitalij Petrov     | Renault              | 70         | +1 kör         | 10       |      |
| 17       | 22       | Nick Heidfeld      | Sauber-Ferrari       | 70         | +1 kör         | 15       |      |
| 18       | 19       | Heikki Kovalainen  | Lotus-Cosworth       | 69         | +2 kör         | 20       |      |
| 19       | 18       | Jarno Trulli       | Lotus-Cosworth       | 69         | +2 kör         | 18       |      |
| 20       | 24       | Timo Glock         | Virgin-Cosworth      | 69         | +2 kör         | 17       |      |
| 21       | 21       | Bruno Senna        | HRT-Cosworth         | 69         | +2 kör         | 24       |      |
| 22       | 20       | Christian Klien    | HRT-Cosworth         | 65         | +6 kör         | 23       |      |
| hn       | 25       | Lucas di Grassi    | Virgin-Cosworth      | 62         | +9 kör         | 21       |      |
| ki       | 15       | Vitantonio Liuzzi  | Force India-Mercedes | 49         | baleset        | 16       |      |

## A világbajnokság állása a verseny után
| H   | Versenyzők         | Pont | H   | Konstruktőrök        | Pont |
| --- | ------------------ | ---- | --- | -------------------- | ---- |
| 1.  | Fernando Alonso    | 246  | 1.  | Red Bull-Renault     | 469  |
| 2.  | Mark Webber        | 238  | 2.  | McLaren-Mercedes     | 421  |
| 3.  | Sebastian Vettel   | 231  | 3.  | Ferrari              | 389  |
| 4.  | Lewis Hamilton     | 222  | 4.  | Mercedes             | 202  |
| 5.  | Jenson Button      | 199  | 5.  | Renault              | 145  |
| 6.  | Felipe Massa       | 143  | 6.  | Williams-Cosworth    | 69   |
| 7.  | Nico Rosberg       | 130  | 7.  | Force India-Mercedes | 68   |
| 8.  | Robert Kubica      | 126  | 8.  | Sauber-Ferrari       | 44   |
| 9.  | Michael Schumacher | 72   | 9.  | Toro Rosso-Ferrari   | 11   |
| 10. | Rubens Barrichello | 47   | 10. | Lotus-Cosworth       | 0    |

(A teljes táblázat)

## Statisztikák
Vezető helyen:
- Sebastian Vettel: 69 (1-24 / 27-71)
- Mark Webber: 2 (25-26)

Sebastian Vettel 3. győzelme, Nico Hülkenberg 1. pole-pozíciója, Lewis Hamilton 7. leggyorsabb köre.
- Red Bull 14. győzelme.